# Književnost na interlingvi
Književnost na interlingvi predstavlja zbirku pisanih djela na jeziku interlingua.
Gode je imao vrlo ograničeno poimanje mogućih ili poželjnih područja primjene interlingve. Njegova ostavština sastoji se samo od nekoliko stotina sažetaka znanstvenih članaka iz 1950-ih i 1960-ih godina na interlingvi, te dviju manjih zbirki kratkih priča... bez značajne književne vrijednosti. Prva djela napisana na interlingvi bile su knjige za učenje jezika, poput Interlingua–English Dictionary i A Brief Grammar of Interlingua for Readers, obje objavljene 1954. godine. Iste godine objavljena je i Interlingua a Prime Vista, a godinu dana kasnije Interlingua: A Grammar of the International Language, koju su napisali Gode i Blair.
Već 1960. godine, Eric Ahlström započeo je s prevođenjem i uređivanjem knjižica s beletristikom u svojoj seriji Scriptores scandinave in INTERLINGUA: Episodio con perspectiva (Harald Herdal, 1960); Un desertor (Bo Bergman, 1961); i Le nove vestimentos del imperator (H.C. Andersen, 1961).
Jedan od najplodnijih autora na interlingvi bio je Šveđanin Sven Collberg (1919–2003). Njegova prva publikacija na interlingvi, Alicubi-Alterubi, bila je knjižica s 18 originalnih pjesama. Iste godine objavio je Cunate tu es a mi mar, knjigu sa 100 pjesama prevedenih s jezika iz cijelog svijeta, uključujući poeziju od davnina pa sve do njegovog vremena. Ostala djela istog autora uključuju Inter le stellas (1975), Le prince e altere sonetos (1977), Lilios, Robores (1979), Prosa (1980) i Versos grec (1987).
Tijekom 1970-ih, Carolo Salicto objavljuje Volo asymptotic (1970), zbirku originalnih pjesama i dva prijevoda. Celestina le gallina del vicina i Hannibalo le gallo del vicino objavljene su 1971. godine. Sedam bajki H.C. Andersena prevedeno je 1975. godine. Također u toj dekadi, Alexander Gode objavljuje Un dozena de breve contos (1975), a Sven Collberg objavljuje prijevod već spomenutog Inter le stellas, djelo Casemira Wishlacea.
Alexander Gode objavljuje Dece Contos 1983. godine.
Tijekom 1990-ih godina pojavljuju se brojni prijevodi, kao što su Le familia del antiquario Carla Goldonija, prevedena 1993., te Le Albergatrice, također od Goldonija, prevedena dvije godine kasnije. Ostala prevedena djela iz ovog desetljeća uključuju Contos e historias H.C. Andersena (prevedeno 1995.) i Le pelegrinage de Christiano Johna Bunyana (1994.).
Vicente Costalago objavljuje originalnu novelu Juliade 2022. godine, nakon koje iste godine slijedi zbirka Poemas. Kilglan, djelo istog autora, objavljeno je 2023. godine.
U 46. broju časopisa Posta Mundi iz ožujka 2025., Eduardo Ortega, poznat i kao Le Canario Interlinguista, objavljuje Sonetto del depression ("Sonet depresije"), a tu se također nalazi i Ad su prude dama ("Svojoj stidljivoj dami") Andrewa Marvella u prijevodu Martina Lavalléeja, koji je također preveo Le Albatros ("Albatros") Charlesa Baudelairea.

## Vanjske poveznice
- digitalna knjižnica na interlingvi